# Holwell (Dorset)
Pour les articles homonymes, voir Holwell.
Holwell est une paroisse civile et un village du Dorset, en Angleterre.